# Hittorf-Gymnasium
Das Hittorf-Gymnasium, benannt nach Johann Wilhelm Hittorf und gegründet im Jahre 1904, ist ein städtisches Gymnasium in Recklinghausen.

## Programmatische Schwerpunkte
Fachliche Schwerpunkte sind die Naturwissenschaften, Technik und Informatik, die im Rahmen des MINT-Programms (mathematisch-naturwissenschaftlich-technisch) fokussiert werden. So wurden die Fächer Informatik und Technik bereits Anfang der 1980er Jahre angeboten und konnten auch von Oberstufenschülern anderer Recklinghäuser Gymnasien besucht werden.
Die Schule bietet unter anderem ein zweisprachiges Abitur in Deutsch und Englisch an.
Das Gymnasium bietet seit dem Schuljahr 2010/2011 die gebundene Ganztagsbetreuung an.

## Auszeichnungen
Im Jahr 2010 gelang es einer Arbeitsgruppe, sich unter die besten zehn Teilnehmer des VDE Technikpreises zu platzieren.
Seit 2012 ist das Hittorf-Gymnasium vom NRW-Bildungsministerium als Europaschule ausgezeichnet.

## Internationale Partnerschulen
- Wymondham High School, Wymondham, Großbritannien
- Lycée Charles de Gaulle, Chaumont, Frankreich
- Liceum Nr. 3, Bytom, Polen
- Tampereen Klassillinen Lukio, Tampere, Finnland
- Scoil Mhuire, Trim, Co. Meath, Irland
- Middle School, Beijing Youth Politics College, Peking, China
- Colegio Católico San Juan Evangelista, Torrejón de Ardoz, Spanien
- Instituto de Educación Secundaria (IES) Jorge Guillén, Torrox, Spanien

## Bekannte Schüler und Absolventen
- Heinrich Schirmbeck (1915–2005), Schriftsteller, Abiturientia 1934
- Klaus Knizia (1927–2012), Ingenieur, Vorstandsvorsitzender der VEW AG
- Walther Schmieding (1928–1980), Moderator des Kulturmagazins aspekte, Abiturientia 1949
- Siegfried Bahne (1928–2004), Historiker
- Hugo Menze (1931–2015), Historiker und Germanist
- Rembert Unterstell (1960–2025), Wissenschaftsjournalist und Historiker
- Thomas H. Kolbe (* 1968), Geoinformatiker und Hochschullehrer
- Frank Busemann (* 1975), Zehnkämpfer